# Per Bødker Andersen
Per Bødker Andersen (født 10. marts 1946 i Kolding) er tidligere teaterforlægger og lokalpolitiker i Kolding, medlem af Kolding Byråd i 35 år og var borgmester i Kolding Kommune fra 1985 til 2009, valgt for Socialdemokraterne.

## Liv og karriere
Per Bødker Andersen bestred posten som borgmester i Kolding i 24 år. Den 31. december 2009 sluttede hans borgmesterperiode, hvor efterfølgende fortsatte som 2. viceborgmester. Han er formand for GIS Danmark og for Trekantens Affaldsseslskab, ligesom han er præsident for Union of the Baltic Cities. Derudover sidder han i bestyrelsen for Billund Lufthavn.
Ved kommunalvalget i 2005 fik han 10.353 personlige stemmer, svarende til knap 23 pct. af samtlige afgivne stemmer. Ved kommunalvalget i 2009 fik han 3520 personlige stemmer.
Per Bødker Andersen er oprindeligt uddannet i sprog og drama, arbejdede som teaterforlægger og drev indtil 1998 Dansk Teaterforlag, der nu er overtaget af den ene af de fire sønner, som Bødker Andersen har med konen Helen.